# Aposteln Petrus (Rembrandt)
Aposteln Petrus är en oljemålning av den nederländske konstnären Rembrandt. Den målades 1632 och ingår i samlingarna på Nationalmuseum i Stockholm sedan 1881.  
Aposteln Petrus var Jesu lärjunge och den förste påven i Rom. Han känns igen på sitt attribut nyckeln. Rembrandt avbildar honom med allvarsam min och ansiktet vänt mot betraktaren. Hans bistra blick tycks förmana oss att betänka våra handlingar och leva kristligt. Petrus var under 1600-talet en viktig symbol för påvedömet och den katolska kyrkan, och är ett relativt ovanligt motiv i Rembrandts produktion. Den direkthet med vilken gestalten möter betraktaren är dock mycket representativ för konstnären. Ljusdunklet – där ansikte, hand och nyckel dramatiskt träder fram ur mörkret – är också typiskt för konstnären.
Målningen tillkom i Amsterdam dit Rembrandt hade flyttat från sin hemstad Leiden året innan. Samma år som han målade Aposteln Petrus fick han sitt stora genombrott med Doktor Nicolaes Tulps anatomilektion.